# Мамыкин, Иван Гаврилович
Иван Гаврилович Мамыкин (20 августа 1922, Оренбургская область — 27 мая 1992) — командир расчёта 76-мм орудия 873-го истребительно-противотанкового артиллерийского полка, полный кавалер ордена Славы, старший сержант. Почётный гражданин города Медногорска Оренбургской области (1985).

## Биография
Родился 20 августа 1922 года в посёлке Беркут (ныне — Кувандыкского района Оренбургской области). Окончил 7 классов. Работал помощником машиниста на Медно-серном комбинате в городе Медногорске.
В июне 1941 года призван в Красную Армию Кувандыкским райвоенкоматом. С того же времени на фронте. Член ВКП/КПСС с 1943 года. К февралю 1943 года сержант Мамыкин — командир расчета орудия 873-го истребительно-противотанкового артиллерийского полка, награждён медалью «За отвагу».
24 декабря 1943 года в боях в районе деревни Жирносеки сержант Мамыкин с расчетом отбил 3 контратаки противника, поразил 6 пулеметов, 2 миномета, 6 дзотов и свыше отделения вражеской пехоты.
Приказом по войскам 33-й армии от 22 февраля 1944 года сержант Мамыкин Иван Гаврилович награждён орденом Славы 3-й степени.
30 июня и 5 июля 1944 года в ходе боев в районе местечка Тетерин и у деревни Ротковщина расчет Мамыкина вел огонь по противнику прямой наводкой, ликвидировав свыше взвода живой силы, 1 орудие и минометную батарею, в рукопашной схватке — несколько вражеских солдат.
Приказом по войскам 33-й армии от 20 июля 1944 года сержант Мамыкин Иван Гаврилович награждён орденом Славы 2-й степени.
9 августа 1944 года в бою у деревни Антупе старший сержант Мамыкин с бойцами при отражении атаки противника прямой наводкой подбил 2 танка, самоходное орудие и бронетранспортер с пехотой, из личного оружия сразил несколько солдат противника.
Указом Президиума Верховного Совета СССР от 24 марта 1945 года за образцовое выполнение заданий командования в боях с немецко-вражескими захватчиками старший сержант Мамыкин Иван Гаврилович награждён орденом Славы 1-й степени. Стал полным кавалером ордена Славы.
День Победы Мамыкин встретил в районе Магдебурга на Эльбе. В 1945 году был демобилизован. Жил и работал в городе Медногорске Оренбургской области. Скончался 27 мая 1992 года.
Награждён орденами Отечественной войны 1-й степени, Славы 3-х степеней, медалями.

## Память
Гранитная звезда с портретом И. Г. Мамыкина установлена 1 октября 2018 года на Аллее героев в центре города Медногорска Оренбургской области.